# Victor Vlad Delamarina
Victor Vlad Delamarina es una comuna ubicada en el distrito de Timiș, Rumania.

## Superficie
Posee una superficie de 139,9 kilómetros cuadrados.

## Demografía
Hasta 2021 la población era de 2467 habitantes, con una densidad de población de 17,63 habitantes por kilómetro cuadrado.